# Frosted Minds
Frosted Minds är en EP av Isolation Years, utgiven 12 november 2003 på skivbolaget North of no South Records. Skivan består, förutom titelspåret "Frosted Minds", av låtar som ratades inför albumet It's Golden (2003).

## Låtlista
| Nr | Titel                    | Längd |
| -- | ------------------------ | ----- |
| 1. | Frosted Minds            |       |
| 2. | (I Sat on a) Garbage Bin |       |
| 3. | This Is the Place        |       |
| 4. | Sway                     |       |
| 5. | Tigersuite               |       |
| 6. | Ingermanland             |       |

### Fotnoter
1. ↑  ”Frosted Minds”. Svensk mediedatabas. http://smdb.kb.se/catalog/search?q=frosted+minds&x=0&y=0. Läst 1 mars 2012.